# Georges Callot

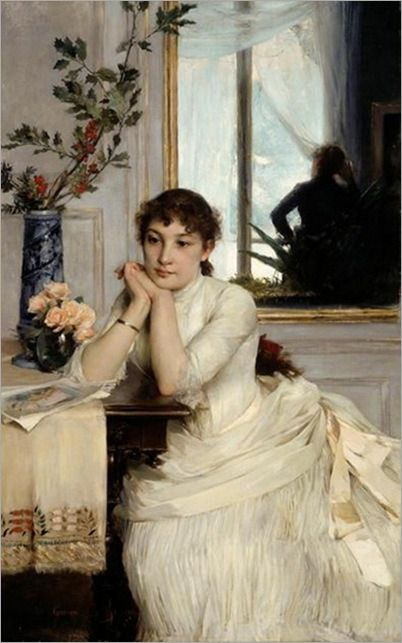
Erwartung

Georges Callot (* 1857 in Paris; † 23. Juni 1903) war ein französischer Genre-, Akt- und Historienmaler.
Callot studierte an der École des Arts Décoratifs und anschließend an der École des Beaux-Arts de Paris bei Louis-Émile Adan. Ab 1877 stellte Callot regelmäßig im Salon de Paris und seit 1890 als Mitglied der Sociiété nationale des beaux-arts aus. 1901 zeigte er seine Werke in der Royal Academy in London. 
Callot war Lehrer und Mitbegründer  der Académie Delecluse im Künstlerviertel von Montparnasse. Callot erhielt mehrere Auszeichnungen für seine Werke, darunter den Orden des Ritters der Ehrenlegion. 
Callot war von den Werken, insbesondere den Akten von Gustave Courbet beeinflusst. Neben der Staffelei-Malerei beschäftigte sich Callot mit Innenausstattungen. Er schuf für das Pariser Rathaus das Gemälde „La Philosophie“.
Callot unternahm eine Reise von Le Havre mit dem Transatlantik-Passagierdampfer „La Bretagne“ und kam in New York am 27. November 1893 an.